# 普萊森特倫 (新澤西州)
普萊森特倫（英語：Pleasant Run）是位於美國新澤西州亨特登縣的非建制地區。

## 歷史
普萊森特倫的郵局於1856年設立，其後於1907年停運。

## 地理
普萊森特倫所處的海拔為高於海平面43米（即141英呎），而該地所採用的時區為UTC-5，即北美东部时区（EST）。同時該地設有夏令時間，為UTC-5調快一小時，即UTC-4（EDT）。